# De Vorte Bossen
De Vorte Bossen is een natuurgebied op het grondgebied van de gemeente Ruiselede, tussen de parochies Doomkerke en Kruiskerke. Het bos van 50 ha ligt op de grens van de Vlaamse Zandrug. Het is eigendom van Natuurpunt en wordt beheerd door de regionale afdeling Natuurpunt De Torenvalk vzw. Het gebied is Europees beschermd als onderdeel van Natura 2000-gebied 'Bossen, heiden en valleigebieden van Zandig Vlaanderen: westelijk deel' (BE2500004).

## Beschrijving
Ten noorden vinden we het typische landschap van het voormalige Bulskampveld met bossen, kasteelparken, restjes heide en met dreven doorsneden landbouwland. Ten zuiden van het bos is er veel intensieve landbouw. De bodem in dit natuurgebied is er zeer verscheiden: er komen zowel arme droge zandgronden voor als voedselrijke natte kleigronden. Hierdoor is ook de flora en de fauna van het gebied zeer verscheiden. Op de drogere zandgronden vinden we naaldbossen, maar ook eiken- en berkenbossen, met varens en bramen in de ondergroei. Langsheen de paden vind je ook typische planten van de heide terug. Struikheide vormt er in augustus paarse vlekjes, met daartussen de kleine gele bloempjes van tormentil.

## Recreatie
Het gebied is toegankelijk via de Bruwaanstraat. In het noordelijk deel kan je vrij wandelen op een aantal paden. Aangelijnde honden zijn er welkom, maar geen fietsers, ruiters of gemotoriseerd verkeer.